# Renac
Renac est une commune française située dans le département d'Ille-et-Vilaine en région Bretagne.

## Géographie

### Situation
La commune de Renac fait partie du canton de Redon. Renac dépend de l'arrondissement de Redon, du département d'Ille-et-Vilaine (Bretagne).
La commune est située à l'extrême nord de la communauté de communes du Pays de Redon et au centre du pays de Redon et Vilaine.

### Communes limitrophes
Les communes limitrophes sont, dans le sens horaire et en commençant par l'ouest, Bains-sur-Oust, Sixt-sur-Aff, Saint-Just, Langon, La Chapelle-de-Brain, Avessac, Sainte-Marie.

### Hydrographie
Pour un article plus général, voir Réseau hydrographique d'Ille-et-Vilaine.
La commune est située dans le bassin Loire-Bretagne. Elle est drainée par le Canut, le ruisseau de la Morgande, la Ferrière, les Sauvers, le ruisseau de la Planche, le ruisseau de l'Étang de Saint-just et le ruisseau des Vallées de la haye, et un autre petit cours d'eau,.
Le Canut, d'une longueur de 24 km, prend sa source dans la commune de Saint-Ganton et se jette  dans la Vilaine à Avessac, après avoir traversé huit communes. 

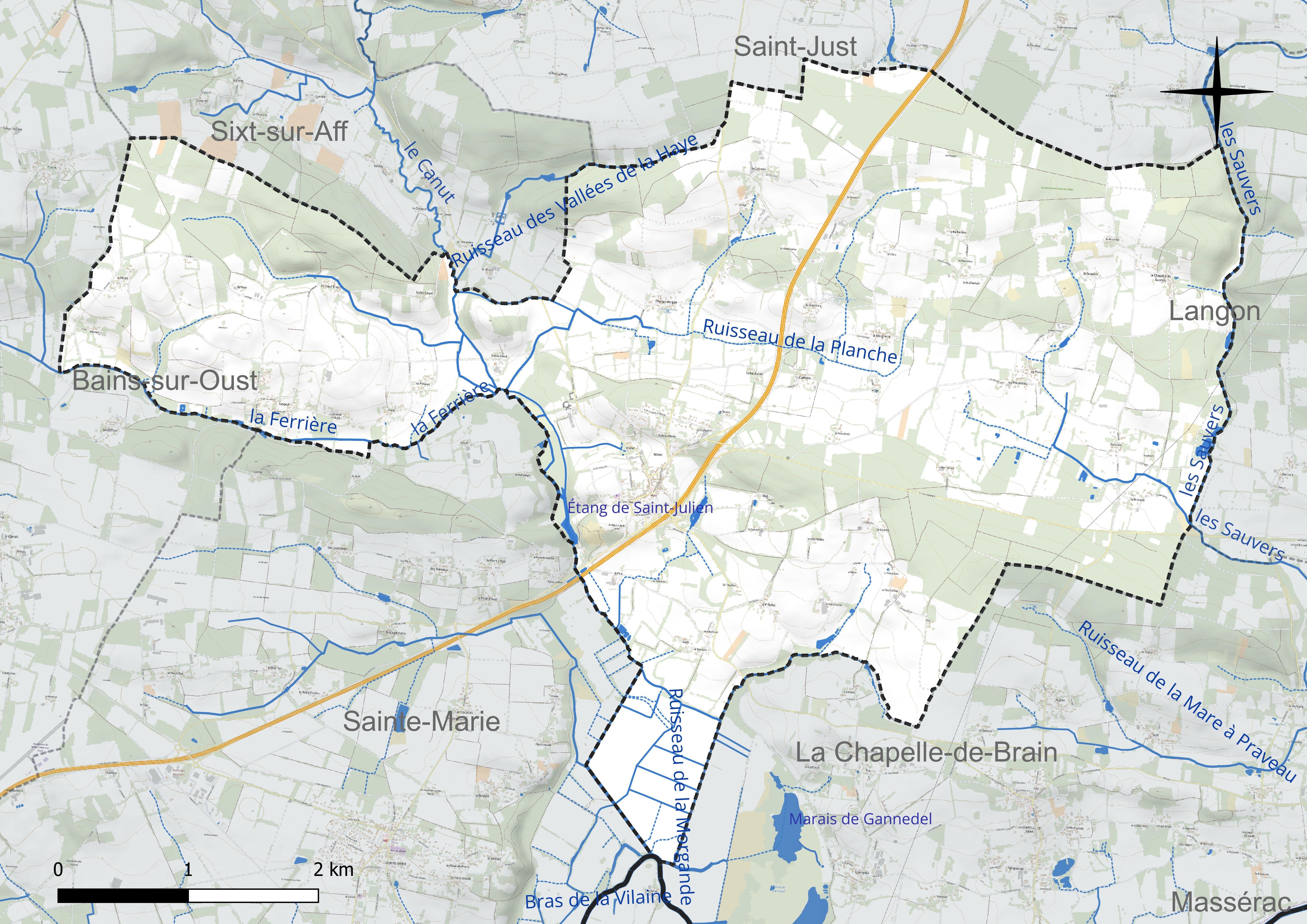
Réseau hydrographique de Renac.

Un plan d'eau complète le réseau hydrographique : l'étang de Saint-Julien, d'une superficie totale de 1,9 ha (1,86 ha sur la commune),.

### Climat
Pour des articles plus généraux, voir Climat de la Bretagne et Climat d'Ille-et-Vilaine.
En 2010, le climat de la commune est de type climat océanique franc, selon une étude du CNRS s'appuyant sur une série de données couvrant la période 1971-2000. En 2020, Météo-France publie une typologie des climats de la France métropolitaine dans laquelle la commune est exposée à un climat océanique et est dans la région climatique  Bretagne orientale et méridionale, Pays nantais, Vendée, caractérisée par une faible pluviométrie en été et une bonne insolation. Parallèlement l'observatoire de l'environnement en Bretagne publie en 2020 un zonage climatique de la région Bretagne, s'appuyant sur des données de Météo-France de 2009. La commune est, selon ce zonage, dans la zone « Sud Est », avec des étés relativement chauds et ensoleillés.  
Pour la période 1971-2000, la température annuelle moyenne est de 11,6 °C, avec une amplitude thermique annuelle de 13 °C. Le cumul annuel moyen de précipitations est de 819 mm, avec 13,4 jours de précipitations en janvier et 6,1 jours en juillet. Pour la période 1991-2020, la température moyenne annuelle observée sur la station météorologique la plus proche, située sur la commune de Saint-Jacut-les-Pins à 18 km à vol d'oiseau, est de 12,4 °C et le cumul annuel moyen de précipitations est de 947,8 mm,. Pour l'avenir, les paramètres climatiques de la commune estimés pour 2050 selon différents scénarios d'émission de gaz à effet de serre sont consultables sur un site dédié publié par Météo-France en novembre 2022.

## Urbanisme

### Typologie
Au 1er janvier 2024, Renac est catégorisée commune rurale à habitat dispersé, selon la nouvelle grille communale de densité à sept niveaux définie par l'Insee en 2022.
Elle est située hors unité urbaine. Par ailleurs la commune fait partie de l'aire d'attraction de Redon, dont elle est une commune de la couronne,. Cette aire, qui regroupe 22 communes, est catégorisée dans les aires de moins de 50 000 habitants,.

### Occupation des sols
L'occupation des sols de la commune, telle qu'elle ressort de la base de données européenne d'occupation biophysique des sols Corine Land Cover (CLC), est marquée par l'importance des territoires agricoles (67,1 % en 2018), une proportion sensiblement équivalente à celle de 1990 (67,4 %). La répartition détaillée en 2018 est la suivante : forêts (28,7 %), zones agricoles hétérogènes (25,2 %), terres arables (22,6 %), prairies (19,3 %), zones urbanisées (2,8 %), milieux à végétation arbustive et/ou herbacée (1,4 %). L'évolution de l'occupation des sols de la commune et de ses infrastructures peut être observée sur les différentes représentations cartographiques du territoire : la carte de Cassini (XVIIIe siècle), la carte d'état-major (1820-1866) et les cartes ou photos aériennes de l'IGN pour la période actuelle (1950 à aujourd'hui).

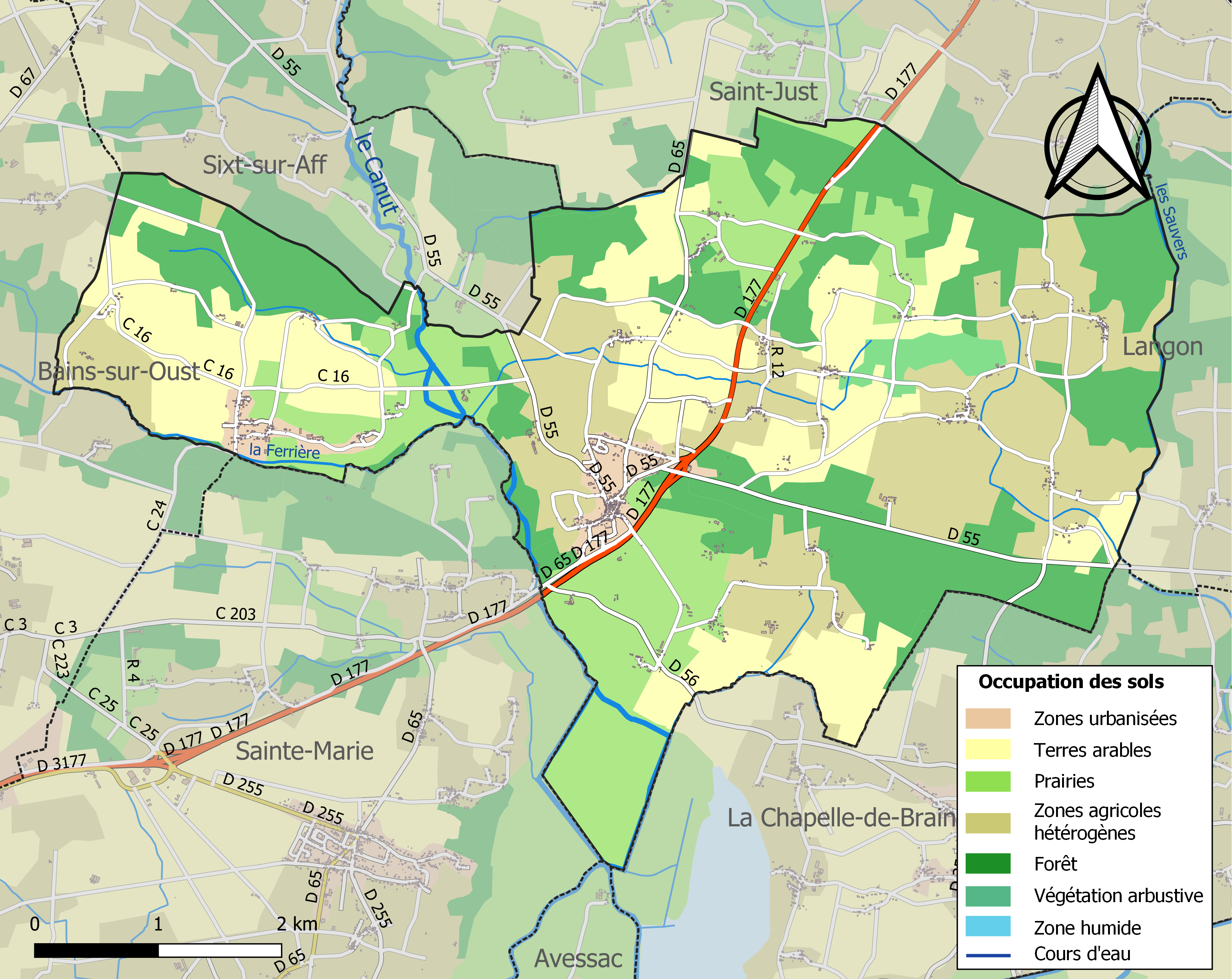
Carte des infrastructures et de l'occupation des sols de la commune en 2018 (CLC).

## Toponymie
Le nom de la localité est attesté sous les formes Ranhac en 832 ; Ranac, Rannac en 846-848 ; Renac en 1417 ; Regnac en 1516.
Il s'agit d'une formation toponymique en -ac, terminaison qui est issue du suffixe gallo-roman -(i)acum, d'origine gauloise -(i)acon, de localisation et de propriété (celtique commun *(i)āko- > brittonique *-(i)ōgon > vieux breton -(i)oc, breton -(i)ec, gallois -(i)og). Le premier élément Ren- résulte de l'évolution phonétique d'un radical Rani- ou Ran- qu'Albert Dauzat, bien qu'il connaisse les formes primitives en Ran-, considère comme représentant le nom de personne gaulois Renos qu'il croit reconnaître également dans Renay (Loir-et-Cher) et René (Sarthe, de Reneio 1160-1180), Ernest Nègre suggère, quant à lui, l'anthroponyme gaulois Ratinus, ce qui expliquerait la séquence Ra-, mais il ne semble pas que le -t- se soit déjà amuï à l'époque des premières attestations cf. séquence de sainte Eulalie vers 880, exemple : spede « épée » (< latin spata). En revanche, ils n'évoquent pas le village de Renac (Cantal, Renac 1443, Renacum 1453 ; Renhac 1662), dont la forme Renhac (graphie occitane valant Regnac) est identique à Regnac relevée vers la même époque. 
Le nom de la localité en gallo est Rena. 
En 1943, Théophile Jeusset, crée un premier nom breton pour la localité, sous la forme Ranneg-war-Wilen. Actuellement, l'Office public de la langue bretonne propose Ranneg comme forme bretonne.

## Histoire
La commune est occupée depuis la Préhistoire, comme l'attestent l'alignement mégalithique du Bois de la Folie et d'autres alignements de petites dimensions, sur la colline de Gavrain, répertoriés récemment[réf. nécessaire].
Durant la Révolution française, Renac est la commune la plus favorable aux changements apportés par la Révolution de tout le district de Redon. Ainsi, elle accepte son curé constitutionnel dès décembre 1792 ; en 1793, alors que toutes les communes du district discutent des modalités de la levée en masse des 300 000 hommes, Renac termine rapidement la levée. De même, les fêtes révolutionnaires sont généralement bien suivies, et mieux que dans le reste du district :
- la fête du 26 messidor (14 juillet), instituée en 1794, est célébrée à Renac[29] ;
- la célébration de l'anniversaire de l'exécution de Louis XVI, accompagnée d'un serment de haine à la royauté et à l'anarchie, est bien suivie (à partir de 1795)[30] ;
- les autres fêtes républicaines sont très suivies, comme l'anniversaire de la République à partir de 1797 (22 septembre, 1er vendémiaire[31]), la fête de la Jeunesse (le 10 germinal, soit le 30 mars[32]), la fête des Époux (le 10 floréal) , qui est aussi l'occasion de célébrer les mariages collectivement sous l'arbre de la liberté[33] ;
- enfin, même les fêtes peu suivies ailleurs dans le département, comme la fête de la Reconnaissance (le 10 prairial[34]) ou celle de l'Agriculture, le 10 messidor[34], sont célébrées à Renac.

## Politique et administration
| Période | Période  | Identité            | Étiquette | Qualité                                                        |
| ------- | -------- | ------------------- | --------- | -------------------------------------------------------------- |
| 1895    | 1919     | Maurice du Halgouët | AL        | Polytechnicien - conseiller général - député d'Ille-et-Vilaine |
| -       | -        | -                   | -         | -                                                              |
| 1945    | 1971     | Michel du Halgouët  | DVD       | Entrepreneur - conseiller général                              |
| 1971    | 1977     | Robert Racapé       | -         | Cultivateur                                                    |
| 1977    | 1980     | Robert Racapé       | -         | Cultivateur                                                    |
| 1980    | 1983     | Jean Cheval         | -         | -                                                              |
| 1983    | 1989     | Maurice Robert      | -         | Retraité                                                       |
| 1989    | 1995     | Maurice Robert      | -         | Retraité                                                       |
| 1995    | 2008     | Georges Poirier     | UMP       | Instituteur                                                    |
| 2008    | 2014     | Yannick Derunes     | -         | Cadre de banque                                                |
| 2014    | En cours | Patrick Baudy       | SE        | Professeur d'EPS retraité                                      |

## Démographie
L'évolution du nombre d'habitants est connue à travers les recensements de la population effectués dans la commune depuis 1793. Pour les communes de moins de 10 000 habitants, une enquête de recensement portant sur toute la population est réalisée tous les cinq ans, les populations de référence des années intermédiaires étant quant à elles estimées par interpolation ou extrapolation. Pour la commune, le premier recensement exhaustif entrant dans le cadre du nouveau dispositif a été réalisé en 2007.

En 2022, la commune comptait 1 032 habitants, en évolution de +3,93 % par rapport à 2016 (Ille-et-Vilaine : +5,46 %, France hors Mayotte : +2,11 %).
| 1793  | 1800  | 1806  | 1821  | 1831  | 1836  | 1841  | 1846  | 1851  |
| ----- | ----- | ----- | ----- | ----- | ----- | ----- | ----- | ----- |
| 1 096 | 1 269 | 1 177 | 1 276 | 1 363 | 1 399 | 1 358 | 1 362 | 1 446 |

| 1856  | 1861  | 1866  | 1872  | 1876  | 1881  | 1886  | 1891  | 1896  |
| ----- | ----- | ----- | ----- | ----- | ----- | ----- | ----- | ----- |
| 1 346 | 1 478 | 1 470 | 1 494 | 1 518 | 1 537 | 1 553 | 1 621 | 1 647 |

| 1901  | 1906  | 1911  | 1921  | 1926  | 1931  | 1936  | 1946  | 1954  |
| ----- | ----- | ----- | ----- | ----- | ----- | ----- | ----- | ----- |
| 1 648 | 1 677 | 1 602 | 1 438 | 1 362 | 1 288 | 1 255 | 1 132 | 1 032 |

| 1962 | 1968 | 1975 | 1982 | 1990 | 1999 | 2006 | 2007 | 2012 |
| ---- | ---- | ---- | ---- | ---- | ---- | ---- | ---- | ---- |
| 953  | 912  | 768  | 728  | 773  | 859  | 909  | 916  | 974  |

| 2017  | 2022  | - | - | - | - | - | - | - |
| ----- | ----- | - | - | - | - | - | - | - |
| 1 009 | 1 032 | - | - | - | - | - | - | - |

## Culture locale et patrimoine

### Lieux et monuments

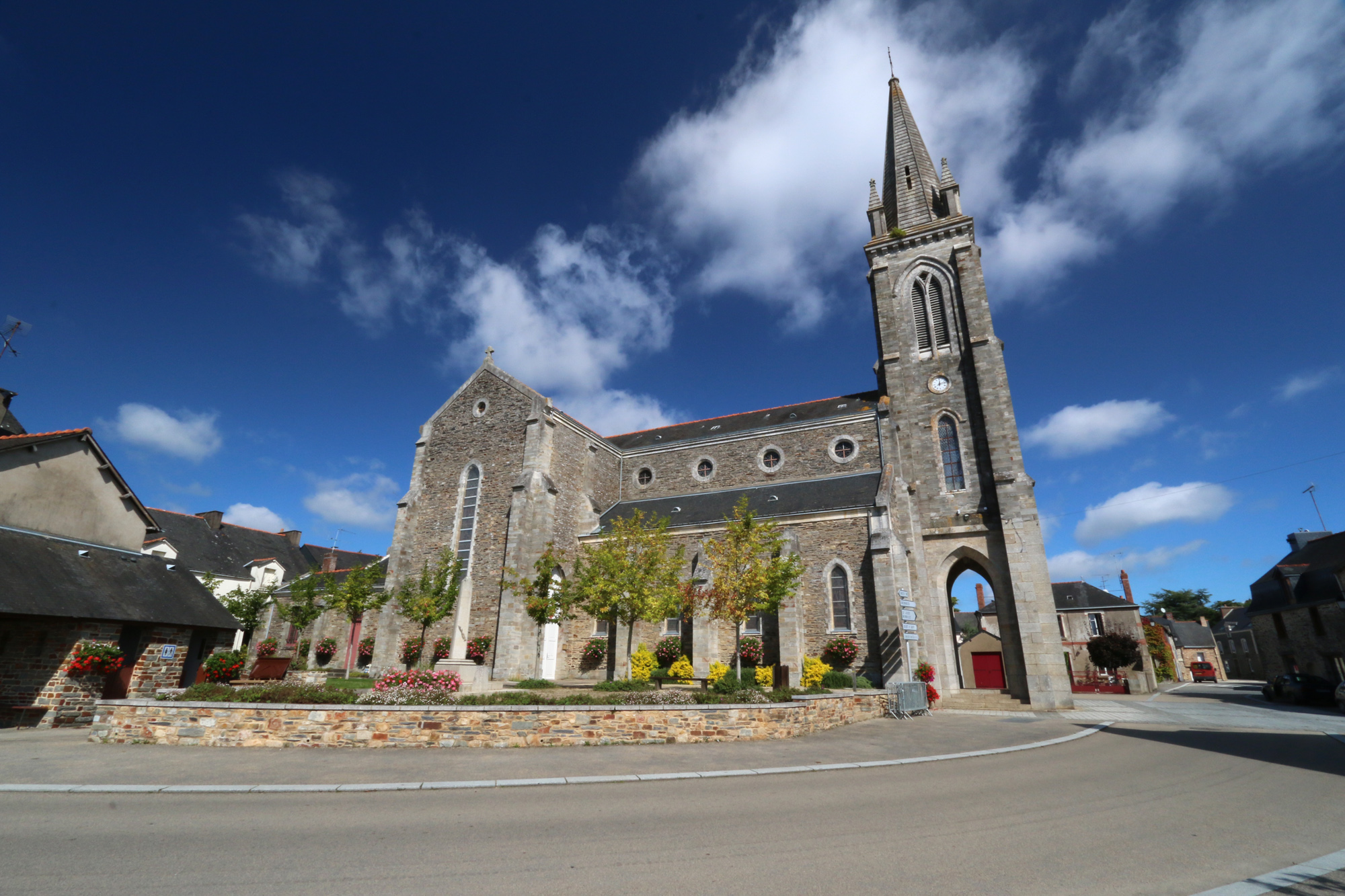
L'église paroissiale Saint-André.

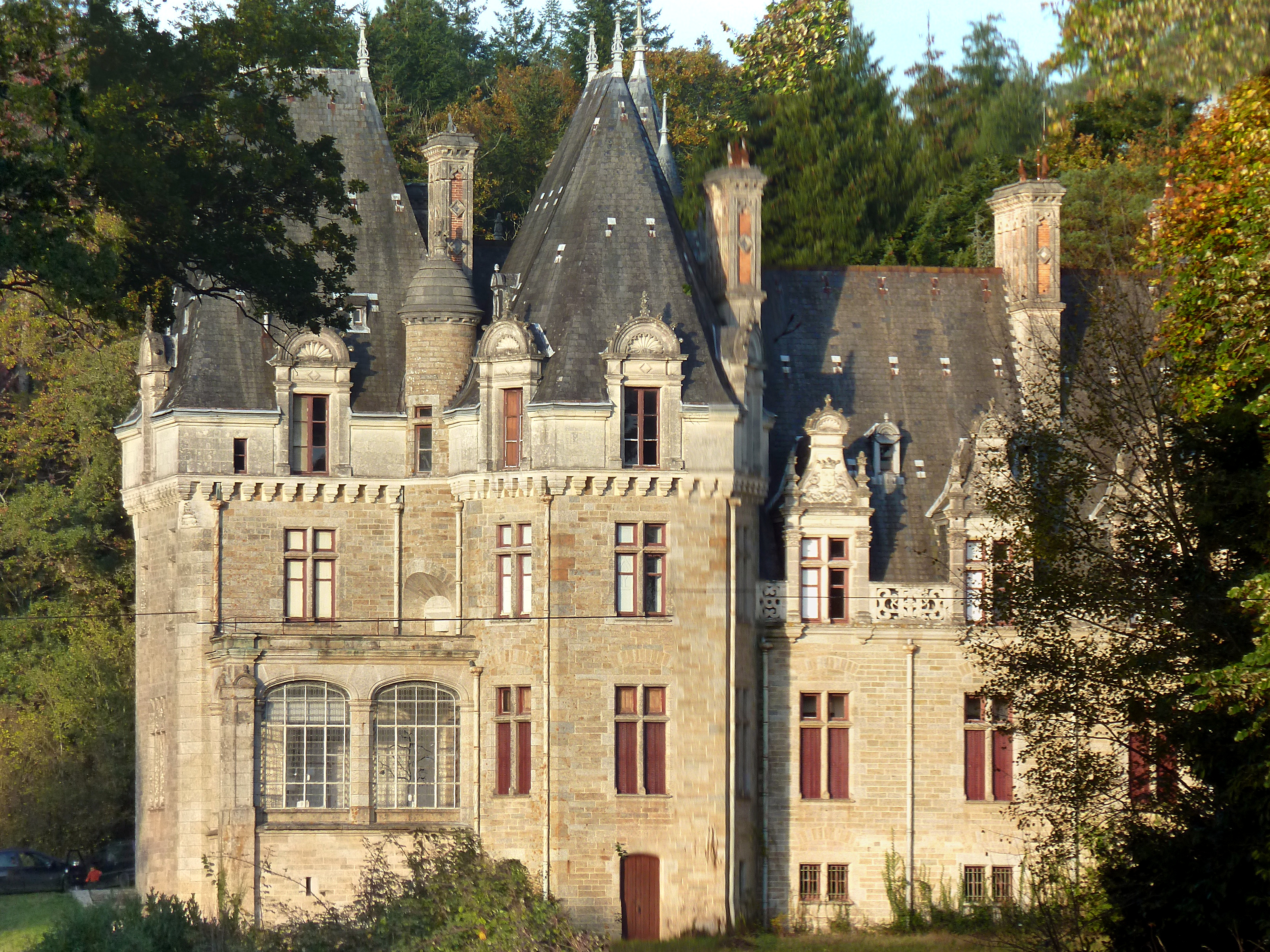
Le château du Brossay.

La commune compte deux monuments historiques inscrits :
- l'alignement du Bois de la Folie situé dans le parc du château du Brossay[39] ;
- le moulin des Buttes Saint-Julien, début du XIXe[40].

On trouve 526 fiches d'inventaires, notamment :
- église Saint-André ;
- château du Brossay (datant de 1894[41]), sa chapelle[42] et sa ferme modèle ;
- château de la Touche, XVIIe[43] ;
- château de le Petit Bois[44] ;
- moulin de Faubuisson[45] ;
- de nombreuses fermes et maisons.

### Patrimoine culturel
La vente aux enchères de foin sur pied a lieu tous les ans en juin sur le territoire de la commune de Renac. Elle est organisée par la municipalité de Renac, propriétaire de la prairie de Biorel depuis 1984. Cette pratique a été classée dans l'inventaire du patrimoine culturel immatériel en France.

### Milieu naturel
La commune compte plusieurs espaces naturels protégés :
- l'étang de Saint-Julien, ZNIEFF de 27 ha, à l'ouest du bourg, un des étangs eutrophes d'Ille-et-Vilaine[48],[49] ;
- les combles de l'église de Renac sont protégés par un arrêté préfectoral de biotope pour la protection de deux espèces de chauve-souris : grand murin (Myotis myotis) et le grand rhinolophe (Rhinolophus ferrumequinum)[50].

Du point de vue de la richesse de la flore, Renac fait partie des communes du département possédant dans leurs différents biotopes le plus de taxons, soit 584 pour une moyenne communale de 348 taxons et un total départemental de 1 373 taxons (118 familles).
On compte exceptionnellement près de la moitié des taxons à forte valeur patrimoniale (97 sur un total de 207) ; 44 taxons protégés et 66 appartenant à la liste rouge du massif armoricain (total départemental de 237).

## Personnalités liées à la commune
- Le roi Nominoë (né vers 800, mort en 851), premier roi de Bretagne, résida principalement à Renac[réf. nécessaire].